# Prix Legget
 (octobre 2017).
Si vous disposez d'ouvrages ou d'articles de référence ou si vous connaissez des sites web de qualité traitant du thème abordé ici, merci de compléter l'article en donnant les références utiles à sa vérifiabilité et en les liant à la section « Notes et références ».
Le Prix Legget est remis par la Société canadienne de géotechnique pour souligner la contribution exceptionnelle d'un de ses membres.

## Lauréats
- 1970 - Robert Peterson
- 1971 - Robert Hardy
- 1972 - Norman Z. McLeod
- 1973 - Victor Milligan
- 1974 - Geoffrey Meyerhof
- 1975 - Carl Crawford
- 1976 - Anthony Stermac
- 1977 - Pierre LaRochelle
- 1978 - Donald MacDonald
- 1979 - Norbert Morgenstern (de)
- 1980 - Roger Brown
- 1981 - Branko Ladanyi
- 1982 - Donald Bazett
- 1983 - Jack Clark
- 1984 - Laval Samson
- 1985 - John Adams
- 1986 - Fred Matich
- 1987 - Charlie Ripley
- 1988 - William Trow
- 1989 - Kwan Yee Lo
- 1990 - Earl Klohn
- 1991 - Robert Quigley
- 1992 - Jack Mollard
- 1993 - Raymond Yong
- 1994 - Michael Bozozuk
- 1995 - François Tavenas
- 1996 - John Seychuk
- 1997 - Gordon McRostie
- 1998 - Delwyn Fredlund